# 大京町
大京町（だいきょうちょう）は、東京都新宿区の町名。「丁目」の設定のない単独町名である。住居表示未実施。

## 地理
東京都新宿区南部に位置する。町域北部は、四谷四丁目に接する。東部は、左門町と新宿区信濃町に接する。南部はJR中央線の線路に接し、これを境に霞ヶ丘町・渋谷区千駄ヶ谷に接する。地域の西部沿いに外苑西通りが通っており、これを境に新宿区内藤町に接する。また北端は新宿通りに接していないが至近にある。幹線道路沿いは、高層建造物が建ち並んでいるが、道路から離れると住宅地になっている。南北に細長く、貫通した横道がほとんどないため、東西方向への通り抜けは困難である。

### 地価
住宅地の地価は、2025年（令和7年）1月1日の公示地価によれば、大京町6番8の地点で113万円/m2となっている。

## 歴史
歌人で医師の斎藤茂吉は1950年（昭和25年）、大京町に居を構えた。

### 地名の由来
1943年（昭和18年）に大番町と右京町が合併してできた町で、町名は旧町名のそれぞれ一文字とってつけられたものである。

## 世帯数と人口
2025年（令和7年）3月1日現在（新宿区発表）の世帯数と人口は以下の通りである。
- 世帯数 : 2,467世帯
- 人口 : 3,895人

### 人口の変遷
国勢調査による人口の推移。
| 年                 | 人口  |
| ------------------ | ----- |
| 1995年（平成7年）  | 2,838 |
| 2000年（平成12年） | 2,923 |
| 2005年（平成17年） | 3,242 |
| 2010年（平成22年） | 3,321 |
| 2015年（平成27年） | 3,391 |
| 2020年（令和2年）  | 4,257 |

### 世帯数の変遷
国勢調査による世帯数の推移。
| 年                 | 世帯数 |
| ------------------ | ------ |
| 1995年（平成7年）  | 1,497  |
| 2000年（平成12年） | 1,681  |
| 2005年（平成17年） | 1,859  |
| 2010年（平成22年） | 2,036  |
| 2015年（平成27年） | 2,036  |
| 2020年（令和2年）  | 2,648  |

## 学区
区立小・中学校に通う場合、学区は以下の通りとなる（2018年8月時点）。
- 区域 : 全域
  - 小学校 : 新宿区立四谷第六小学校
  - 中学校 : 新宿区立四谷中学校

## 交通
町域内には鉄道駅はないが、北部では地下鉄丸ノ内線・四谷三丁目駅が、南部では総武線（各駅停車）の信濃町駅と千駄ケ谷駅がそれぞれ利用可能である。

## 事業所
2021年（令和3年）現在の経済センサス調査による事業所数と従業員数は以下の通りである。
- 事業所数 : 133事業所
- 従業員数 : 1,285人

### 事業者数の変遷
経済センサスによる事業所数の推移。
| 年                 | 事業者数 |
| ------------------ | -------- |
| 2016年（平成28年） | 137      |
| 2021年（令和3年）  | 133      |

### 従業員数の変遷
経済センサスによる従業員数の推移。
| 年                 | 従業員数 |
| ------------------ | -------- |
| 2016年（平成28年） | 1,954    |
| 2021年（令和3年）  | 1,285    |

## 施設
- 野口英世記念会館
- 慶應義塾大学信濃町メディアセンター（北里記念医学図書館） - 慶應義塾大学病院の一施設。大半の施設は、隣の信濃町に属する。
- 新宿区立四谷第六小学校
- 全国商業高等学校協会
- 創価学会新宿文化会館

## その他

### 日本郵便
- 郵便番号 : 160-0015[3]（集配局 : 新宿郵便局[17]）。